# 光三駅
光三駅（クァンサムえき、광삼역）は、現在の大韓民国江原特別自治道鉄原郡に存在した金剛山電気鉄道の駅（廃駅）である。金剛山電気鉄道のうち鉄原駅・当駅間は韓国に属する。

## 歴史
- 1926年7月10日：新村里駅として開業[1]。
- 日時不明：光三駅に改称。
- 1950年：朝鮮戦争により廃止。

## 現況
非武装地帯内のため一般人の立ち入りはできない。